# Tara Kommer
Tara Kommer (Epe, 28 juni 2004) is een Nederlands voetbalster die uitkwam voor sc Heerenveen in de Eredivisie. Sinds 2024 speelt Kommer als amateur voor Sparta Nijkerk.

## Carrière
In 2019 maakte ze de overstap van haar jeugdclub SV Epe naar Eredivisionist PEC Zwolle. In januari 2020 maakte ze haar officieuze debuut voor de Zwollenaren in een vriendschappelijke wedstrijd tegen stadgenoot Be Quick '28, daarnaast speelde haar wedstrijden in het beloftenteam. Op 12 november 2021 zat ze voor het eerst bij de wedstrijdselectie van het eerste elftal. In de 84e minuut maakte ze haar debuut in de Eredivisie door Kely Pruim te vervangen.
Kommer verliet in de zomer van 2023 PEC Zwolle voor een overstap naar sc Heerenveen. In een uitwedstrijd tegen FC Twente maakte Kommer haar debuut voor de Friezinnen door in de 85ste minuut in te vallen voor Demi Werther.
Ze kwam tot tien optredens in het shirt van sc Heerenveen. Na afloop van het seizoen 2023/24 besloot Kommer noodgedwongen een punt achter haar carrière te zetten. Op 19 juni 2024 maakte Sparta Nijkerk echter bekend dat Kommer haar carrière als amateur verder gaat in Nijkerk.

### Carrièrestatistieken
| Seizoen                     | Club            | Land            | Competitie         | Competitie | Competitie | Beker | Beker | Internationaal | Internationaal | Overig | Overig | Totaal | Totaal |
| Seizoen                     | Club            | Land            | Competitie         | Wed.       | Dlp.       | Wed.  | Dlp.  | Wed.           | Dlp.           | Wed.   | Dlp.   | Wed.   | Dlp.   |
| --------------------------- | --------------- | --------------- | ------------------ | ---------- | ---------- | ----- | ----- | -------------- | -------------- | ------ | ------ | ------ | ------ |
| 2021/22                     | PEC Zwolle      | Nederland       | Vrouwen Eredivisie | 1          | 0          | 0     | 0     | –              | –              | –      | –      | 1      | 0      |
| 2022/23                     | PEC Zwolle      | Nederland       | Vrouwen Eredivisie | 1          | 0          | 0     | 0     | –              | –              | –      | –      | 1      | 0      |
| 2023/24                     | sc Heerenveen   | Nederland       | Vrouwen Eredivisie | 10         | 0          | 0     | 0     | –              | –              | 0      | 0      | 10     | 0      |
| Carrière totaal             | Carrière totaal | Carrière totaal | Carrière totaal    | 12         | 0          | 0     | 0     | 0              | 0              | 0      | 0      | 12     | 0      |
| Bijgewerkt tot 20 juni 2024 |                 |                 |                    |            |            |       |       |                |                |        |        |        |        |

## Interlandcarrière

### Nederland onder 15
Op 21 mei 2019 debuteerde Kommer bij het Nederland –15 in een vriendschappelijke wedstrijd tegen België –15 (2–1).
| Interlands van Tara Kommer | Interlands van Tara Kommer | Interlands van Tara Kommer   | Interlands van Tara Kommer | Interlands van Tara Kommer | Interlands van Tara Kommer |
| №                          | Datum                      | Wedstrijd                    | Uitslag                    | Soort wedstrijd            | Doelpunten                 |
| Als speelster bij SV Epe   | Als speelster bij SV Epe   | Als speelster bij SV Epe     | Als speelster bij SV Epe   | Als speelster bij SV Epe   | Als speelster bij SV Epe   |
| -------------------------- | -------------------------- | ---------------------------- | -------------------------- | -------------------------- | -------------------------- |
| 1.                         | 21 mei 2019                | Nederland – België           | 2 – 1                      | Vriendschappelijk          | 0                          |
| 2.                         | 14 juni 2019               | Nederland – Verenigde Staten | 2 – 2                      | Vriendschappelijk          | 0                          |